# Campionati del mondo di atletica leggera 2003 - Decathlon
Le 10 gare del decathlon si sono tenuti il 26 e 27 agosto 2003.

## Risultati
In giallo le migliori prestazioni di ogni gara.
| Pos | Atleti                    | Decathlon | Decathlon | Decathlon | Decathlon | Decathlon | Decathlon | Decathlon | Decathlon | Decathlon | Decathlon | Punti |
| Pos | Atleti                    | 1         | 2         | 3         | 4         | 5         | 6         | 7         | 8         | 9         | 10        | Punti |
| --- | ------------------------- | --------- | --------- | --------- | --------- | --------- | --------- | --------- | --------- | --------- | --------- | ----- |
| 1   | Tom Pappas (USA)          | 10.80     | 7.62      | 16.11     | 2.09      | 47.58     | 13.99     | 46.94     | 5.10      | 65.90     | 4:44.31   | 8750  |
| 2   | Roman Šebrle (CZE)        | 11.00     | 7.64      | 15.47     | 2.06      | 47.90     | 14.25     | 47.47     | 4.80      | 69.79     | 4:34.45   | 8634  |
| 3   | Dmitriy Karpov (KAZ)      | 10.72     | 7.75      | 15.51     | 2.12      | 47.33     | 13.95     | 47.38     | 4.40      | 47.53     | 4:37.70   | 8374  |
| 4   | Tomáš Dvořák (CZE)        | 11.03     | 7.28      | 15.95     | 1.94      | 50.04     | 14.15     | 45.47     | 4.50      | 67.10     | 4:27.63   | 8242  |
| 5   | Laurent Hernu (FRA)       | 11.20     | 7.22      | 13.99     | 2.03      | 48.95     | 14.15     | 46.13     | 4.90      | 59.63     | 4:28.38   | 8218  |
| 6   | Lev Lobodin (RUS)         | 10.99     | 7.08      | 15.43     | 1.97      | 49.54     | 14.36     | 48.36     | 5.00      | 56.50     | 4:34.63   | 8198  |
| 7   | Qi Haifeng (CHN)          | 11.30     | 7.39      | 12.85     | 2.00      | 48.73     | 14.40     | 46.72     | 4.80      | 59.98     | 4:25.40   | 8126  |
| 8   | André Niklaus (GER)       | 11.19     | 7.21      | 13.87     | 1.97      | 49.95     | 14.50     | 42.68     | 5.10      | 57.55     | 4:28.84   | 8020  |
| 9   | Claston Bernard (JAM)     | 10.91     | 7.22      | 15.39     | 2.03      | 49.31     | 14.76     | 43.47     | 4.30      | 59.47     | 4:34.49   | 8000  |
| 10  | Vitaliy Smirnov (UZB)     | 11.10     | 6.98      | 13.89     | 1.97      | 48.98     | 14.98     | 42.70     | 4.50      | 62.69     | 4:24.68   | 7897  |
| 11  | Chiel Warners (NED)       | 10.95     | 7.55      | 14.13     | 1.91      | 48.94     | 14.72     | 41.49     | 4.50      | 54.87     | 4:51.35   | 7753  |
| 12  | Paul Terek (USA)          | 10.99     | 7.14      | 15.30     | 2.03      | 48.75     | DSQ       | 45.72     | 5.30      | 61.14     | 4:30.77   | 7503  |
|     |                           |           |           |           |           |           |           |           |           |           |           |       |
| —   | Aleksandr Pogorelov (RUS) | 11.16     | 7.22      | 15.21     | 2.06      | 50.49     | 14.28     | 44.59     | 4.90      | DNS       | —         | DNF   |
| —   | Paolo Casarsa (ITA)       | 11.46     | 6.69      | 14.57     | 1.94      | 51.63     | 14.54     | 36.21     | NM        | DNS       | —         | DNF   |
| —   | Attila Zsivoczky (HUN)    | 11.32     | 6.76      | 14.35     | 2.09      | 49.79     | DNS       | —         | —         | —         | —         | DNF   |
| —   | Bryan Clay (USA)          | 10.50     | 7.70      | 15.05     | 1.97      | DNF       | —         | —         | —         | —         | —         | DNF   |
| —   | Kristjan Rahnu (EST)      | 10.85     | 7.18      | 15.55     | 1.97      | DSQ       | —         | —         | —         | —         | —         | DNF   |
| —   | Hamdi Dhouibi (TUN)       | 10.83     | 6.96      | 13.13     | DNS       | —         | —         | —         | —         | —         | —         | DNF   |
| —   | Erki Nool (EST)           | 11.09     | 6.78      | 14.14     | DNS       | —         | —         | —         | —         | —         | —         | DNF   |
| —   | Jón Arnar Magnússon (ISL) | 11.11     | 6.15      | 15.29     | DNS       | —         | —         | —         | —         | —         | —         | DNF   |